# Polemon van Laodicea

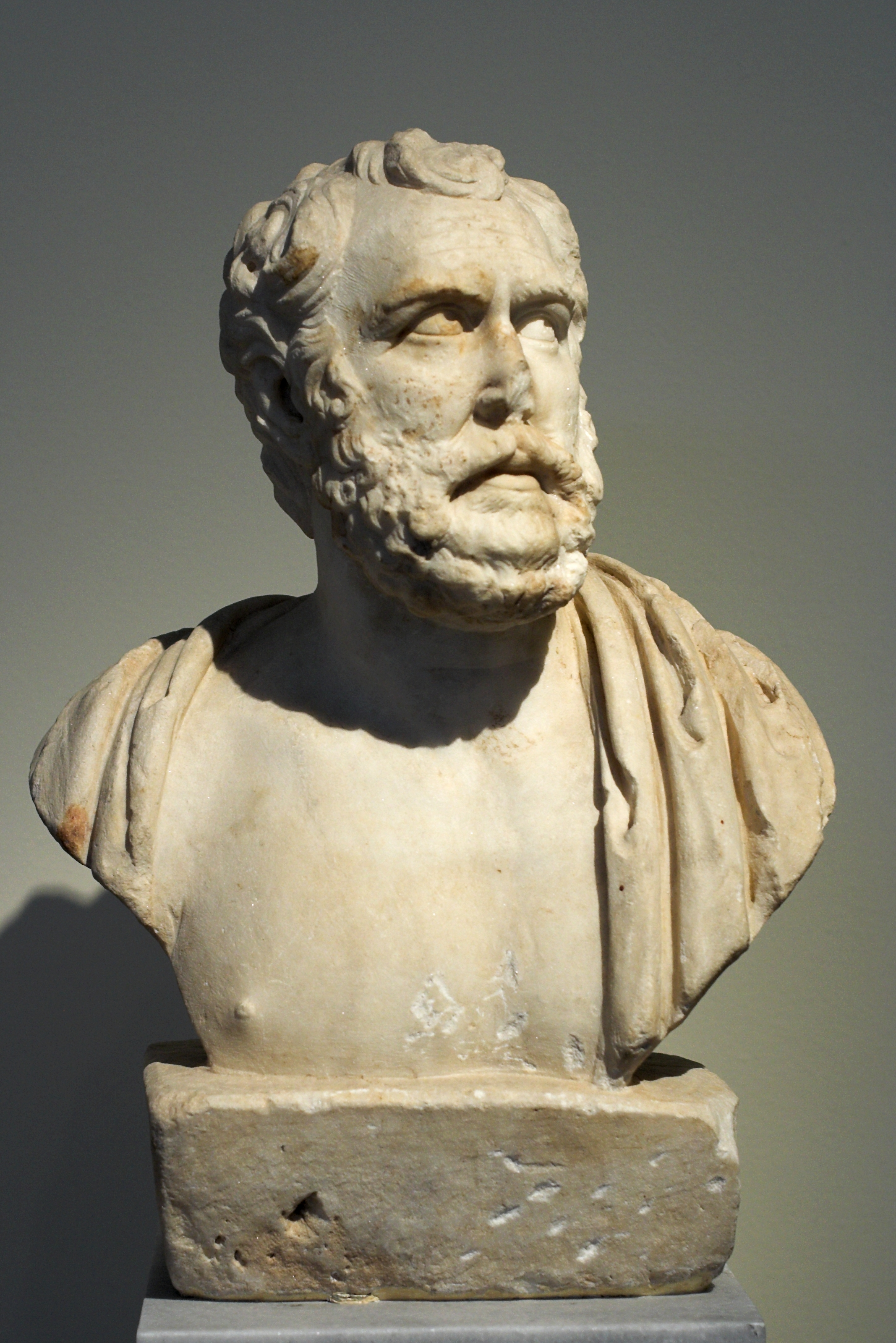
Polemon van Laodicea

Polemon van Laodicea (± 90 - ± 145) was een briljante maar zelfingenomen vertegenwoordiger van de tweede sofistiek.

## Biografie
Polemon was een vriend van Dio Chrysostomus en een gunsteling van de keizers Trajanus en (vooral) Hadrianus. Deze laatste liet hem de feestrede uitspreken bij de plechtige inwijding (131/132) van het Olympieion te Athene. 
Polemon was een nerveuze persoonlijkheid, leed op latere leeftijd zwaar aan jicht, en aangezien er geen vooruitzicht op beterschap was benam hij zich het leven op de leeftijd van 66.

## Invloed en betekenis
Zijn improvisatietalent, geestigheid en slagvaardigheid maakten allerwegen diepe indruk. Van zijn literair werk, dat redevoeringen, brieven, een geschiedeniswerk en vermoedelijk ook een werk over fysionomie omvatte, zijn slechts twee zogenaamde meletai bewaard gebleven: een gefingeerde redetwist tussen de vaders van twee Marathonstrijders om de eer de lijkrede te mogen houden. Deze zijn geschreven in een gematigd asianistische stijl. Het werk over fysionomie kan min of meer gereconstrueerd worden aan de hand van een Arabische vertaling en van een Griekse epitome vervaardigd door Adamantius (4e eeuw). Tot de leerlingen van Polemon behoorden o.a. Aelius Aristides en Herodes Atticus.